# Sea Ghost - Il fantasma degli abissi
Sea Ghost - Il fantasma degli abissi (The Thing Below) è un film del 2004 diretto da Jim Wynorski.
È un film horror fantascientifico su un mostro sottomarino che elimina uno ad uno i componenti di una squadra di ricerca.

## Trama
Una piattaforma di perforazione nel Golfo del Messico risveglia dalle profondità una gigantesca creatura dormiente aliena dotata di lunghi tentacoli. Il mostro sfrutta i suoi poteri telepatici per catalizzare le paure e i desideri di chiunque si imbatta in esso. Sul posto arrivano il capitano Jack Griffin e la professoressa Anna Davis che guidano una squadra di ricerca. Il mostro comincia ad eliminare i componenti del gruppo uno ad uno.

## Produzione
Il film fu prodotto da Hellfire Productions e Insight Film Studios in associazione con Movie Central Network e Space: The Imagination Station, diretto da Jim Wynorski (accreditato come Jay Andrews) e girato nella Columbia Britannica, in Canada, con un budget stimato in 1.500.000 dollari. Il titolo di lavorazione fu It Waits Below. Wynorski è accreditato anche come produttore esecutivo, con il nome Noble Henry.

## Promozione
La tagline è: "Fear is Rising." ("La paura sta crescendo.").

## Distribuzione
Il film fu distribuito negli Stati Uniti nel 2004 dalla DEJ Productions e dalla Insight Films in Canada per la televisione.
Alcune delle uscite internazionali sono state:
- negli Stati Uniti il 7 gennaio 2004 (The Thing Below)
- in Canada il 28 gennaio 2004 (The Thing Below o Sea Ghost)
- in Francia il 21 maggio 2006    (Sea ghost - La créature des abysses, in prima TV)
- in Giappone il 29 settembre 2006
- in Grecia il 12 ottobre 2006 (To plasma tis avyssou)
- in Ungheria il 3 dicembre 2007    (Tengeri szörnyeteg, in prima TV)
- in Italia (Sea Ghost - Il fantasma degli abissi)
- nel Regno Unito (Sea Ghost, titolo TV; Ghost Rig 2: The Legend of the Sea Ghost, DVD)

## Critica
Secondo Rudy Salvagnini (Dizionario dei film horror) il film è caratterizzato dalla "idiozia" che è "la sua arma migliore" insieme ai tipici dialoghi in stile Wynorski e alla mediocrità degli effetti speciali. Tutto sembra "approssimativo", dalla caratterizzazione dei personaggi al livello recitativo. Secondo Salvagnini, infine, il film sembra rientrare, proprio per la sua pochezza, nella categoria del “così brutto da essere bello” tanto che non sarebbero giustificati nemmeno il milione e mezzo di dollari di budget, una somma relativamente alta per un B movie come Sea Ghost - Il fantasma degli abissi.